# Karin Hartman
Karin Hartman, född 6 oktober 1913 i Åmål, Älvsborgs län, död 11 november 2007 i Stockholm, var överstelöjtnant i Frälsningsarmén och syster till Olov Hartman. Karin Hartman växte upp som officersbarn, då bägge hennes föräldrar, Carl och Anna Hartman, var officerare i Frälsningsarmén.
Karin Hartman gick efter studenten 1934 på Frälsningsarméns internationella officersskola i London. Direkt efter officersutbildningen arbetade hon som frälsningsofficer i England. År 1950 avlade hon filosofie kandidatexamen. Hon var bland annat lärare vid Birkagårdens folkhögskola och Sörängens folkhögskola åren 1943–1954. Hon var en av initiativtagarna till Dalarö Folkhögskola och dess första rektor fram till 1967. Andra uppdrag som hon haft är som chefredaktör för Stridsropet 1970–1978, författare och översättare, ledamot av sampsalmkommittén som tog fram den ekumeniska Psalmer och Sånger (P&S) samt ledamot i de Frälsningsarméns sångbokskommittéer som tog fram Frälsningsarméns sångbok 1949 och Frälsningsarméns sångbok 1990. Hon finns representerad i flera frikyrkliga psalmböcker och i Den svenska psalmboken 1986 med tre bearbetade verk (nr 139, 226 och 259).
År 2001 fick hon mottaga Frälsningsarméns högsta utmärkelse, Grundläggarens orden.
Hon har bland annat skrivit boken Bottenglädjen om sin livskamrat, frälsningssoldaten och poeten Majken Johansson, och tillsammans med henne översatt ett antal av Flora Larssons böcker.

## Psalmer
- Att vara Kristi brutna bröd
- Den stunden i Getsemane (1986 nr 139) bearbetad 1984.
- Fylld av längtan jag ej kan förklara
- "Följ mig!" Hör jag Kristus kalla
- Herre, när jag hör din stämma
- Intet öga skådat Gud vår faders drag
- Jesus är min högsta glädje (P&S nr 378)
- Ljuvligt och kärleksfullt Jesus hörs kalla (P&S nr 588) bearbetad 1986.
- O gränslösa frälsning (1986 nr 226) bearbetad 1984.
- O Gud, du klara, rena låga (P&S nr 527) bearbetad 1985.
- O vad nåd att få tro (P&S nr 632) bearbetad 1985.
- Saliga visshet, Jesus är min (1986 nr 259) översatt 1984
- Törnen ofta foten stinger
- Upp, Kristi stridsmän, dagen grytt
- Vår själ är fylld av heligt lov (P&S nr 666) bearbetad 1986.